# Laiz
Laiz ist ein Ortsteil der baden-württembergischen Stadt Sigmaringen im Landkreis Sigmaringen (Deutschland). Bis 1974 war Laiz eine selbständige Gemeinde. Im Jahr 1975 wurde der Ort in die Kreisstadt Sigmaringen eingemeindet.

## Geographie

### Geographische Lage

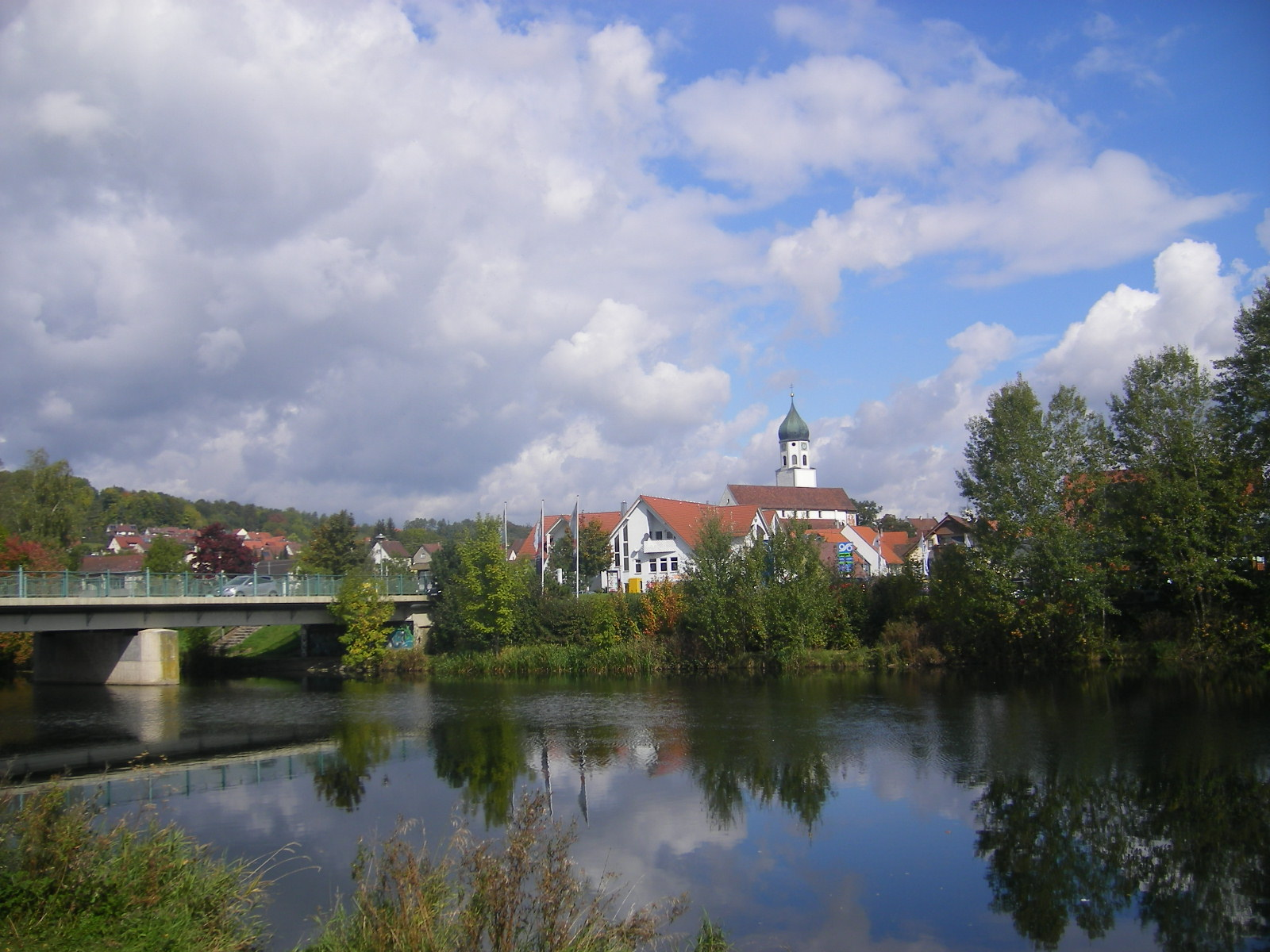

Laiz liegt im Naturpark Obere Donau, rund 1,7 Kilometer westlich des Sigmaringer Stadtzentrums, das schnell per Bus oder Fahrrad zu erreichen ist.

### Geologie
Geologisch liegt Laiz an einer interessanten Übergangsstelle, wo sich das durch steile Jurafelsen eingeengte Flussbett der Donau in Richtung der angrenzenden Kreisstadt Sigmaringen in die Flussaue, bis hin zum Schloss Sigmaringen, verbreitert und das Moränegebiet beginnt.

## Geschichte

### Vor- und Frühgeschichte
Begünstigt durch seine Lage war Laiz ein früher Siedlungsraum. Funde der bronzezeitlichen Urnenfelderkultur sprechen nachweislich für eine erste Besiedlung zwischen 1000 und 500 v. Chr. Aus der eisenzeitlichen Hallstattzeit wurden zahlreiche keltische Grabhügel mit reich bemalten und ornamentierten Gegenständen entdeckt. Die Kelten in Laiz standen durch die Donau in Verbindung mit der Heuneburg. Von etwa 50 bis 80 n. Chr. bildete die Donau die Grenze des Römischen Reiches. Zu dieser Zeit führte über Laiz eine Römerstraße aus der Schweiz zur Provinzhauptstadt Mogontiacum (Mainz). Sie hatte einen hohen Stellenwert im damaligen römischen Straßennetz. Die Furt lag unterhalb des Donauwehres, wo bei der Donauregulierung 1975 Reste einer Holzbrücke gefunden wurden. Funde und Ausgrabungen von zwei römischen Gutshöfen im Laizer Gewann „Bergöschle“ sowie im angrenzenden Inzigkofer Gewann „Krummäcker“ weisen auf die Bedeutung als fruchtbare Agrarregion im beginnenden 3. Jahrhundert hin. Die Überreste eines der Höfe wurden bereits Mitte des 19. Jahrhunderts gefunden, der zweite Hof wurde 1976 bei einer Flugerkundung entdeckt. Ein gefundener römischer Wurfspeer mit dreikantiger Spitze und eine vierkantige Lanzenspitze aus Eisen befinden sich in der Vor- und Frühgeschichtlichen Sammlung im Schloss Sigmaringen.

### Mittelalter

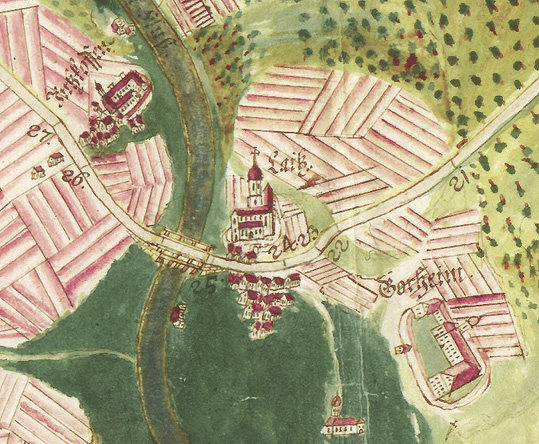
Laiz um 1798

Frühe Zeugnisse aus dem Mittelalter untermauern die Ansicht, Laiz als einen bedeutenden Dorfflecken bezeichnen zu können. Ein erstes urkundliches Zeugnis stammt aus dem Hochmittelalter; in einer Originalurkunde von 1231 wurde ein Dominus Adalbert de Laizen als Zeuge genannt. Dieser könnte für einen kurzfristig auftauchenden Laizer Ortsadel stehen oder erster Pfarrer von Laiz gewesen sein. Dies würde erklären, weshalb Burg und Stadt Sigmaringen zunächst dem – vermutlich älteren – Pfarrsprengel Laiz angeschlossen wurden, obwohl Sigmaringen eine urkundlich frühere Erwähnung findet. Die enge Verbindung von Laiz und Sigmaringendorf mit Sigmaringen hat also auch historische Wurzeln. 1275 gehörten zum Dekanat Laiz 15 Pfarreien. Aus dem Jahr 1282 stammt eine Erwähnung des Ritters Johannes von Hornstein, der als Mühlenbesitzer genannt wurde.
Ende des 13. Jahrhunderts ging die Herrschaft an die Habsburger über. Im Habsburger Urbar von 1300 wurden die Laizer Liegenschaften und ihre Steuerkraft aufgelistet. Man ging für Laiz im Mittelalter von einer maximalen Einwohnerschaft von 200 Personen aus. Zum Kirchspiel Laiz gehörend, wurden 1377 die Filialen Sigmaringen, Brenzkofen, Gorheim, Hedingen, Bold (Paulterhof), Inzigkofen, Ober- und Unterschmeien genannt. 1399 stand Laiz im Besitz der Grafen von Werdenberg zu Heiligenberg und Sigmaringen. 1535 herrschten die Grafen von Hohenzollern-Sigmaringen über Laiz. Im Jahr 1586 fand das Gnadenbild aus Ebingen in Laiz höchste Verehrung. Der Dreißigjährige Krieg brachte 1630 Pest, Plünderungen und Kontributionen nach Laiz. Verstorbene aus Sigmaringen fanden trotz späterer eigener Pfarrei bis 1744 auf dem Laizer Friedhof bei der Kirche ihre letzte Ruhestätte.
Für die 300 Jahre von der Reformation (ab 1517) bis zur Französischen Revolution (1789 bis 1799) liegt bereits kontinuierliches Quellenmaterial zur Ortsgeschichte von Laiz vor. Prägend sind auch für diese Jahrhunderte die bäuerliche Landwirtschaft und die überschwemmungsgefährdete Lage an der Donau. Hier geben vor allem die Steuerunterlagen interessante Auskünfte. Es zeigte sich unter anderem eine deutliche Trennung in wohlhabende Bauern und Tagelöhnern. Was die Laizer schon immer gekennzeichnete, ist ihr Autonomie- und Selbstbewusstsein, mit dem sie sich gegen Herrschaften und Nachbarn behaupteten und behaupten. Das Dreieck zwischen österreichischer Landesherrschaft, hohenzollerischer Ortsherrschaft und Untertanen begünstigte dies.

### Moderne
Mit der Zeit der Napoleonischen Kriege (1800–1814/15) begann 1803 aus sozialer Not eine große Auswanderungswelle in Laiz, zunächst nach Osten, später nach Übersee. 1810 kam Laiz zum souveränen Staat Fürstentum Hohenzollern-Sigmaringen. Am 15. April 1811 schloss die Gemeinde Laiz mit dem Sigmaringer Fürsten ein erstes Abkommen über die Aufhebung der Leibeigenschaft. 1813 wurden die Fürstentümer in den Deutschen Bund aufgenommen. In Laiz gab es in den Jahren 1816/1817 und 1847, wie in ganz Deutschland, große Hungersnöte. Gegen Mitte des 19. Jahrhunderts erhielt Hohenzollern – und damit auch Laiz – eine neue Gemeindeordnung mit einem Bürgermeister und Gemeinderäten. 1887 gründete Franz Eisele eine Pumpenfabrik mit Eisengiesserei.
Das 20. Jahrhundert war geprägt durch die beiden großen Weltkriege. Im Ersten Weltkrieg beklagte Laiz 31 Gefallene. Der Nationalsozialismus hinterließ in Laiz seine Spuren, auch wenn im Archiv erhebliche Lücken klaffen, da offensichtlich gewisse Säuberungen stattgefunden hatten. Dennoch blieb in Laiz auch bei unfreien Wahlen lange das katholische Zentrum an erster Stelle der Wählergunst. Nach 1933 drehte sich auch hier das Personalkarussell; einen Widerstand gegen die nationalsozialistische Gleichschaltung gab es jedoch nicht. Eines der einschneidendsten Ereignisse in dieser Zeit war die Eingemeindung nach Sigmaringen am 1. April 1938. Nach Kriegsausbruch wurden bei der Firma Eisele zahlreiche Zwangsarbeiter verpflichtet. 92 Soldaten fielen im Zweiten Weltkrieg. Am 22. April 1945 rückten die Franzosen ein.
Am 1. Oktober 1945 wurde Laiz unter Berufung auf die NS-Diktatur durch die französischen Besatzungsbehörden wieder von Sigmaringen getrennt. Laiz nahm nach dem Krieg zahlreiche Flüchtlinge aus den Ostgebieten auf. In den 1950er- und 1960er-Jahren stand das Dorf im Zeichen der Modernisierung und Erweiterung: 1949 wurde eine neue Donaubrücke als Symbol für den Neubeginn gebaut, das Neubaugebiet „Borren“ wurde 1950 erschlossen und der Flussverlauf 1975 korrigiert.
Anlässlich der Gemeindereform in Baden-Württemberg verlor Laiz erneut die Selbstständigkeit; am 1. Januar 1975 erfolgte die zweite Eingemeindung nach Sigmaringen.

## Politik

### Bürgermeister und Ortsvorsteher
Die Bürgermeister von Laiz nach 1911
- Alois Stroppel (1946–1948)
- Paul Henselmann (1949–1965)
- Hans-Peter Maier (1965–1974)

Die Ortsvorsteher von Laiz ab 1975:
- Hermann Pfaff (1975)
- Konrad Kienle (1976–1980)
- Lothar Scheit (1980–2004)
- Werner Kirschbaum (2004–2014)
- Wolfgang Querner (seit 2014)

### Wappen
Das Wappen der ehemaligen Gemeinde Laiz zeigt in geteiltem Schild oben in Gold zwei schwarze Kammräder (Industrieräder), unten in Rot ein stehender goldener Hirsch.

## Kultur und Sehenswürdigkeiten
Kontrastierend zur heutigen Situation schrieb der Heimatdichter Anton Schlude 1858: „Bemerkenswertes hat Laiz nichts Weiteres, als das am Kirchthurm angemalte kolossale Bild des heiligen Christoph.“

### Museen
- Das ehemalige Siechenhaus Laiz, eines der ältesten Bauwerke in Laiz, in dem im Mittelalter leprakranke Patienten behandelt wurden, beherbergt heute die Sammlung des Bildhauers Josef Henselmann und dessen Frau, der Malerin Marianne Henselmann. Bis zur gründlichen Renovierung des Siechenhauses durch deren Schwiegersohn Lothar Henselmann befand sich die Sammlung in München. Führungen durch das Museum werden in der Regel jeden ersten Sonntag im Monat im Auftrag des „Hohenzollerischen Geschichtsvereins“ angeboten.[6]

### Bauwerke
- Das Kloster Laiz hatte seinen Ursprung in einer Klause aus dem Jahr 1356, direkt neben der Pfarrkirche „Unserer Lieben Frau“ gelegen. 1456 wurde es als Kloster der Franziskaner-Tertiarinnen genannt. Als es 1525 zu einem Klosterbrand kam, ließ Graf Felix von Werdenberg († 1530) das Kloster wieder aufbauen. Die Einrichtung erfuhr darauf einen großen Aufschwung, der auch durch umfangreiche Stiftungen unterstützt wurde. Ein enger Kontakt bestand zum Kloster Gorheim. Das Laizer Kloster wurde 1782 durch Kaiser Joseph II. aufgehoben. Unter den rund 15 Frauen, die bis zur Aufhebung im Kloster waren, gab es keine aus Hohenzollern-Sigmaringen.
- Die Wallfahrtskirche „St. Peter und Paul“, neben dem unscheinbaren ehemaligen Frauenkloster, wurde 1308 erbaut. Die Laizer Pfarrkirche verfügt über zahlreiche sakrale Kunstwerke der Gotik und des Barock. Die Chorfresken stammen aus der Zeit um 1430, die Chorbilder und Fresken sind ein Werk des Sigmaringer Barockmalers Andreas Meinrad von Ow (1712–1792). Die Kirche beherbergt des Weiteren den Gnadenaltar und den Magdalenenaltar. Darüber hinaus verfügt sie über mehrere bedeutende figürliche Werke, darunter diverse Madonnendarstellungen sowie einige interessante Grabmale. Im 19. Jahrhundert wurden an der Laizer Pfarrkirche zahlreiche Reparaturen notwendig, diese konnten aber mangels Geld nur schleppend behoben werden. Erst 1887 wurde die Kirche restauriert und es entstand ein neues Pfarrhaus. In der Zeit des Nationalsozialismus machten Repressionen das kirchliche Leben schwierig. Im Ersten und Zweiten Weltkrieg wurden die Glocken zu Kanonen umgeschmolzen. Im Juni 1949 gab es drei neue Glocken. Bis in die Gegenwart gibt es immer wieder dringende Renovierungsarbeiten. 1972 wurde ein neuer Friedhof eingeweiht.
- Garnison Laiz: Nachdem es bereits einen Militärübungsplatz gegeben hatte, entstand von 1939 bis 1941 die „Kaserne Nonnenhof“. Aus Gründen der Geheimhaltung wurde vom Bau eines Hühnerhofs gesprochen. Die Funkzentrale war eine Außenstelle des deutschen Militärgeheimdienstes unter Admiral Wilhelm Canaris, von der aus der Funkverkehr mit den Agenten im Ausland aufrechterhalten wurde. Nach Kriegsende zog 1948 eine französische Garnison ein, bis 1958 die ersten Rekruten der Bundeswehr kamen. Inzwischen ist hier das „Grüne Zentrum“ des Landkreises untergebracht.[7]

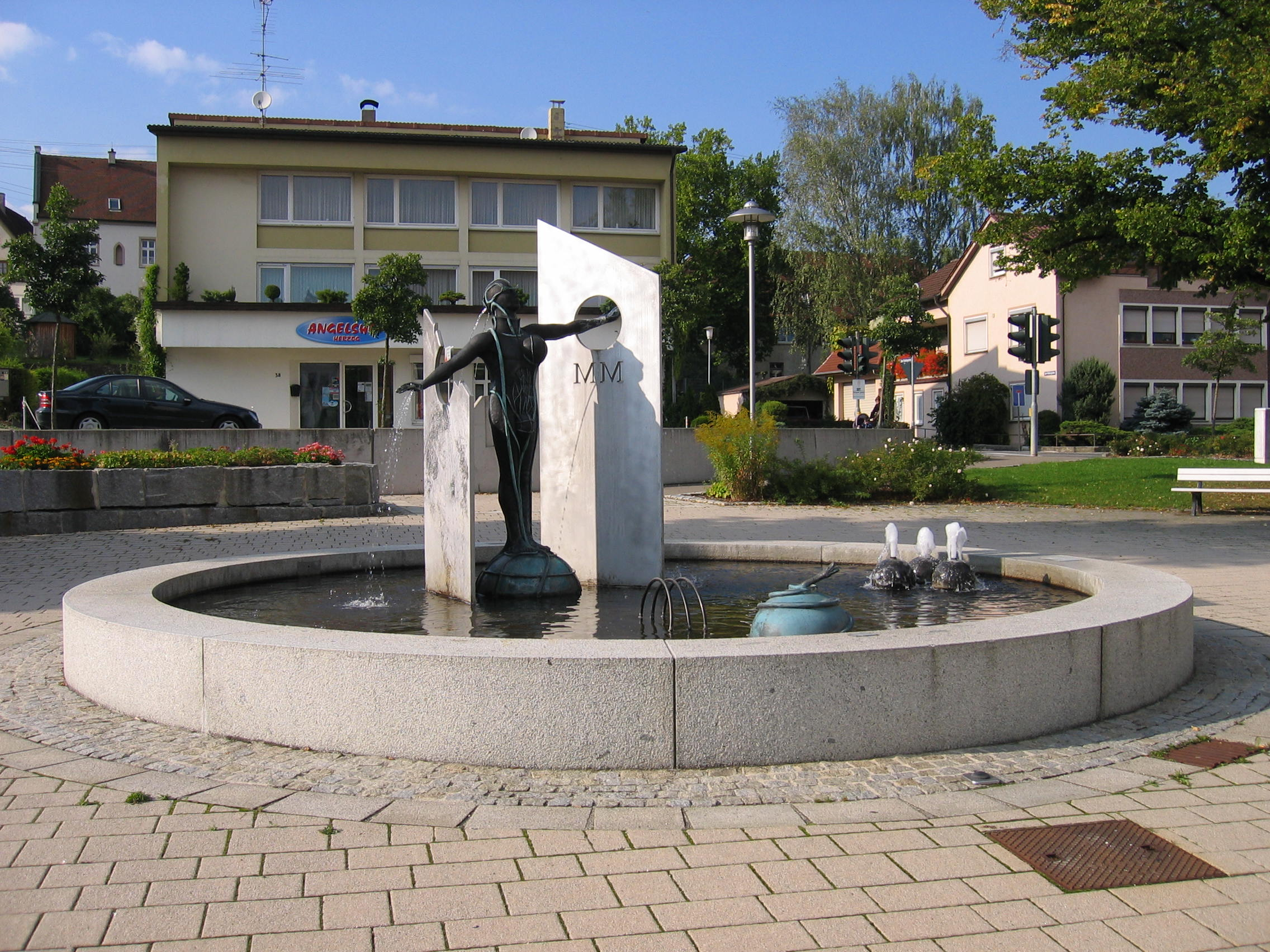
Millenniumsbrunnen Laiz

- Im Jahr 2000 wurde der „Millenniumsbrunnen“ von Ursula Stock als Symbol für ein neues Jahrtausend vor dem Laizer Rathaus eingeweiht.
- Die Donaubrücke wurde zwischen 1949 und 1950 gebaut. 1999 wurde das Bauwerk renoviert und mit einem prächtigen Geländer versehen.
- Der „Christophorusbrunnen“ ist ein durch Josef Henselmann geschaffener Trinkwasserbrunnen, er befindet sich am Anfang der Donaubrücke direkt am Donauradweg.
- Das „Donauwasserkraftwerk“ in Laiz versorgt rund 400 Haushalte mit Energie. Für die Bootswanderer wurde eigens die „Bootsgasse“ gebaut, sie wird bei Bootsausflügen mit Kanus durchfahren. Durch diese technische Einrichtung stellt das Laizer Wehr für die Fische kein Hindernis dar.
- Das Laizer Backhaus wurde 1843 erbaut, es kostete damals 1364 Gulden und 37 Kreuzer. Bis 1955 wurde von der Laizer Bevölkerung an drei Tagen in der Woche Brot im Gemeindebackofen gebacken. Ende der 1970er-Jahre wurde das Backhaus durch die Balkenstreckerzunft übernommen und in Eigenleistung mit Hilfe der Stadt renoviert. Seitdem findet einmal im Monat, außer im August und an der Fasnet, der Backtag statt. Das kostenlose Brennholz für die beiden Öfen mit jeweils bis zu 20 bzw. 25 Laibe Brot wird von dem Laizer Bräutlingsgesellen aus dem Stadtwald geholt.[8]

### Naturdenkmäler
- Vom in der Wohnsiedlung gelegenen Aussichtsfelsen „Borren“ öffnet sich der Blick über das enge Donautal und auf die Ortschaft.

### Regelmäßige Veranstaltungen
- Figuren der „Loizer Fasnet“ sind die „Balkenstrecker“, die anlässlich der Fastnacht 1959 ihren ersten öffentlichen Auftritt hatten. Die Vereinsbezeichnung ist ein übernommener Neckname, so sollen die Laizer Bauern einmal die zu kurz geratenen Brückenbalken durch kräftiges Ziehen an beiden Enden zu verlängern versucht haben.[9] Auch gibt es jüngere Formationen wie der „Laizer Landsknechtshaufen“, der es inzwischen zu regionaler Bekanntheit gebracht hat.

## Wirtschaft und Infrastruktur

### Ansässige Unternehmen
1887 gründete Franz Eisele (* 18. September 1864 in Gauselfingen; † 3. Februar 1926) die gleichnamige Pumpenfabrik. Franz Eisele gilt als Pionier der Industrialisierung im 19. Jahrhundert in Hohenzollern. Für Furore hatte damals auch seine Erfindung der Wunderpumpe „EL“ (Eisele Laiz) gesorgt. In der Blütezeit beschäftigte das Unternehmen über 400 Menschen, heute sind es noch knapp über 80. Bernd Eisele trat 1980 in die Geschäftsführung der Firma ein, sein Bruder Michael folgte 1985.

### Gesundheitswesen
Von 1923 bis 1994 waren die Kreuzschwestern von Hegne in Laiz aktiv. Sie waren mit der privaten Krankenpflege, dem Kindergarten sowie einer Näh- und Industrieschule betraut. Später übernahmen sie auch die Pflege in Inzigkofen, Gutenstein und Thiergarten. 1941 mussten die Schwestern auf Druck der Nationalsozialisten den Kindergarten und die Industrieschule bis 1945 verlassen. Der Kindergarten wird inzwischen von der katholischen Gemeinde getragen. Nach dem Rückzug der letzten Nähschwester wurde 1973 die Nähschule aufgegeben.

### Bildung

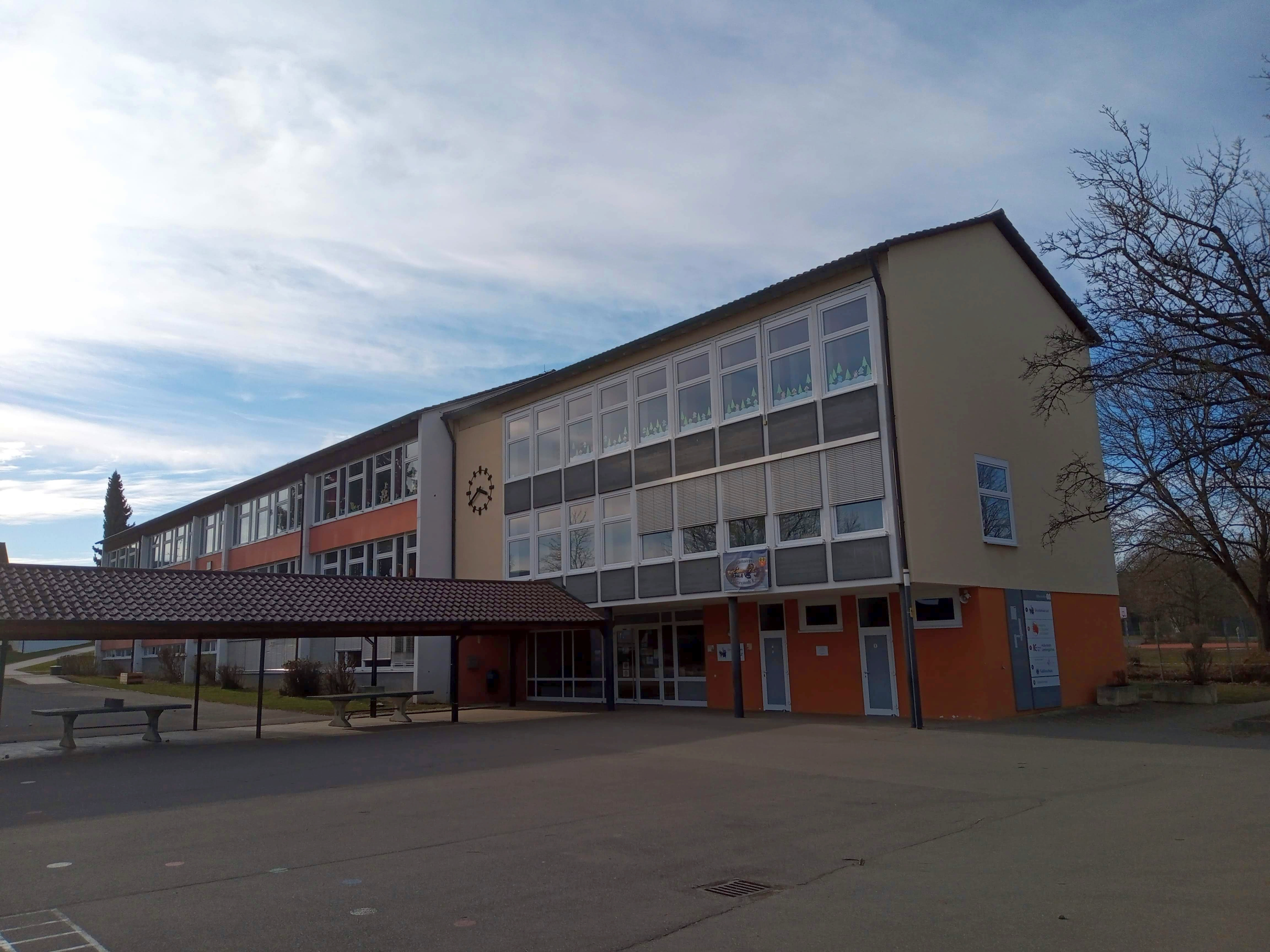
Grundschule Laiz

Anfang des 19. Jahrhunderts erhielt Laiz aufgrund der „Allgemeinen Schulordnung für die Stadt- und Landschulen“ ein reguläres öffentliches Schulwesen mit einer Schulpflicht. Die Gemeinde musste – gegen den Willen der Gemeindevertreter – ein Schulhaus bauen, das seit 1847 mehrmals erweitert wurde. Nach 1933 hielt das nationalsozialistische Gedankengut Einzug in die Klassenzimmer. Bei einer Tagung des NS-Lehrerbundes 1934 in Sigmaringen wurde in einer Vortragsreihe auf die Rassenideologie der Nazis eingestimmt. 1943 kam eine 35-köpfige Schulklasse aus Duisburg nach Laiz, evakuiert vor befürchteten Bombenangriffen im Ruhrgebiet. Durch die starke Zunahme der Laizer Bevölkerung seit Ende der 1940er-Jahre wurde ein Schulneubau notwendig, den die Laizer 1960 einweihten. Im Jahre 1966 wurde die Hauptschule gegründet. 1971 wurde die Laizer Schule zur Nachbarschaftshauptschule. Mitte der 1980er-Jahre mussten manche Schüler einen über 19 Kilometer weiten Anfahrtsweg in Kauf nehmen. Die Hauptschule wurde aufgrund zurückgehender Schülerzahlen 2013 nach Sigmaringen verlegt. In ihrem bisherigen Gebäude sitzt nun die Akademie für Gesundheit und Soziales; die gleich daneben liegende Grundschule umfasst acht Klassen. Der Schulsport wird in der Sporthalle neben der Grundschule abgehalten. Angebaut ist ein Proberaum für die Musikkapelle Laiz. Hinter der Schule befindet sich ein Rasensportplatz und ein Ascheplatz.
Die in Laiz gelegene Modefachschule Sigmaringen ist ein dreijähriges Berufskolleg, in dem die Ausbildung zum Modedesigner absolviert werden kann. Seit 1974 haben mehr als 2.000 Schülerinnen und Schüler die Schule in Sigmaringen besucht.

## Persönlichkeiten

### Ehrenbürger
- Josef Eisele (1890–1972), Unternehmer
- Karl Josef Haas (1892–1987), Geistlicher Rat, Pfarrer von Laiz ab 1948
- Josef Henselmann (1898–1987), in Laiz geborener Bildhauer, der ab 1950 in München Professor an der Akademie der Bildenden Künste war

### Söhne und Töchter des Ortes
- Katharina Steb (* in Laiz; † 1666 in Sigmaringen), wurde als Hexe hingerichtet.
- Eduard Clavel (1810–1873), hohenzollerischer Oberamtmann
- Ambrosius (Christian) Kienle (1852–1905), Pater der Erzabtei Beuron, Erneuerer des gregorianischen Chorals, Hymnologe, Freund des Schriftstellers und Begründers des Scheffelbundes
- Joseph Stöckle (1844–1893)

### Persönlichkeiten, die vor Ort gewirkt haben
- Xaver Henselmann (1881–1918), Architekt
- Gerhard Berger (* 1933), Professor, Maler und Grafiker
- Lothar Henselmann (1933–2021), Medizinprofessor, Chefarzt
- Roland Hauser (1938–2023), Richter, war Mitglied des Ortschaftsrats Laiz
- Winfried Kretschmann (* 1948), Politiker (Die Grünen), Ministerpräsident des Landes Baden-Württemberg, wohnt in Laiz[11]
- Johannes Kretschmann (* 1978), Politiker (Die Grünen), Sohn Winfried Kretschmanns, wohnt in Laiz